# Клітинна смерть
Клітинна смерть біологічна подія, коли клітина припиняє виконувати свої функції. Це може бути наслідком природніх процесів відмирання старих клітин та їхньої заміни на нові, як у запрограмованій смерті клітин, або може бути результатом захворювань, травмувань, смерті всього організму. Апоптоз та автофагія є, наприклад, формами запрограмованої смерті клітин, тоді як некроз є не фізіологічним процесом, а результатом інфекції або травми.